# Ramsherred (Flensborg)
Ramsherred er et ældre navn på området omkring Nørregade i Flensborgs indre by. Kvarteret strakte sig fra vandløbet ved Nygade (Glimbæk) til Nørreport og udgjorde oprindeligt Skt. Gertrud Sogn. Dets mark udgjorde tidligere den nordlige del af byens grund.

## Historie
Området nord for Sankt Mariæ hørte oprindeligt under Duborg Slot, men blev allerede i 1285 indlemmet i staden. Selve bebyggelsen opstod formodentlig som byudvidelse mod nord omkring 1300. Det formodes dog, at kvarteret må være lidt yngre end bymuren. Kvarteret var heller ikke omsluttet af bymuren, men var i stedet omgivet af palisader. Kvarteret var især bosted for købmandsfolk og slotsansatte. Endnu i dag er der flere købmandsgårde. Området rådede også over en lille kirke, Sankt Gertrud, som blev bygget mellem 1290 og 1300 som sognekirke for Ramsherred og som have ligget lidt syd for Nørreport. Den benyttede til 1404, men led meget under krigene mellem holstenerne og Erik af Pommern. Kirken skænkedes byen 1566 af Frederik 2. og nedrevedes 1571 på nær et tårn, som blev stående frem til 1822. Materialerne samt kirkegården tilfaldt Sankt Mariæ Sogn, som Ramsherred henlagdes under. Kirken kendes fra kilderne i begyndelsen af 1400-tallet. Ud mod nord lå den ubebyggede Ramsherred Mark som bymark. Senere gled navnet Ramsherred som betegnelse på området omkring Nørregade ud og gik i stedet over til Ramsherred Mark, hvor der i 1900-tallet opstod nye boligkvarterer. En af gadene på Ramsherred Mark fik i 1900-tallet også navnet Ramsherred. I administrativt henseende ligger gaden dog i Nordstaden (Klus), mens det egentlige Ramsherred er en del af indrebyen.
Stednavnet står i forbindelse med ordet rams (af tysk ramsch, som er igen lånt af fransk ramas), som betegner udskudsvarer. Efter en anden forklaring er navnet afledt af ramsløg eller af ældredansk ram for et fugtigt sted. Navnet Ramsherred findes flere steder i Danmark. Navnet er ofte anvendt om gader og bydele i udkanten af eller uden for byområdet som ringeagtende benævnelse